# Salvatore Pelliccioni
Salvatore Pelliccioni (ur. 25 stycznia 1933, Coriano) – sanmaryński strzelec, olimpijczyk. 
Startował na igrzyskach w 1968 roku (Meksyk). Zajął 45. miejsce w trapie.
Jego synami są Flavio i Alfredo – olimpijczycy. Pierwszy był żeglarzem, natomiast drugi był strzelcem.

## Wyniki olimpijskie
| Igrzyska | Konkurencja | Wynik       | Miejsce | Źródło |
| -------- | ----------- | ----------- | ------- | ------ |
| IO 1968  | Trap        | 177 punktów | 45.     | [ 1 ]  |